# Marjeta Vasič
Marjeta Vasič (Pirjevec), slovenska literarna zgodovinarka, profesorica, prevajalka in publicistka, * 12. avgust 1922, Novo mesto, † 20. marec 2005, Gažon.

## Življenje
Rodila se je očetu Ivanu Vasiču, odvetniku in starosti novomeških sokolov, in materi Regini. V Novem mestu je obiskovala osnovno šolo in gimnazijo, na kateri je leta 1940 maturirala. Leta 1939 se je pridružila naprednemu mladinskemu gibanju. Po okupaciji 1941 se je včlanila v okrožno tehniko Novo mesto, postala sekretarka MO Zveze slovenske mladine in bila aktivna v narodnoosvobodilnem boju. Jeseni 1943 se je pridružila partizanom na Dolenjskem. Do junija 1944 je bila sekretarka okrožnega komiteja SKOJ Novo mesto, nato je bila do konca vojne sekretarka oblastnega komiteja SKOJ na Koroškem in članica pokrajinskega odbora ZSM za slovensko Koroško. Za svoje udejstvovanje je bila večkrat nagrajena. Bila je nositeljica partizanske spomenice leta 1941, prejela je nagrado red zasluge za narod II in III ter red bratstva in enotnosti II.
Leta 1944 se je v partizanih poročila z Dušanom Pirjevcem. Kljub ločitvi leta 1967 je do njegove smrti 1977 objavljala pod priimkom Pirjevec. V zakonu se jima je rodila hči Alenka Pirjevec.

## Delo
Po vojni je do leta 1952 delala na področju novinarstva. Bila je načelnica oddelka urada za informacije pri predsedniku vlade Socialistične republike Slovenije, direktorica podružnice TANJUG za Slovenijo in pri Radiu Ljubljana urednica oddaj za tujino. Na Filozofski fakulteti Univerze v Ljubljani je ob delu študirala francoski jezik s književnostjo in slovenski jezik s književnostjo. V študijskem letu 1956/57 se je strokovno izpopolnjevala na univerzi v Bordeauxu v Franciji, kjer je na Inštitutu za slovanske jezike tudi poučevala slovenščino. Februarja 1956 je diplomirala in do leta 1958 kot profesorica pripravnica poučevala na gimnaziji v Šentvidu pri Ljubljani. Nato je bila dve leti učiteljica na osnovni šoli Alojza Kebeta v Šentvidu.
Leta 1960 se je kot asistentka zaposlila na ljubljanski Filozofski fakulteti, kjer je ostala vse do upokojitve. S štipendijo francoske vlade je v študijskem letu 1961/62 in 1967 dodatne strokovne kompetence pridobivala v Parizu. Decembra 1970 je z disertacijo Estetska misel Alberta Camusa doktorirala in leta 1971 pridobila naziv docentke. Leta 1977 je napredovala v izredno profesorico za francosko književnost. Po upokojitvi 1978 je še dve leti honorarno izvajala seminar za 4. letnike. Od leta 1976 je predsedovala uredniškemu svetu Jezika in slovstva, med letoma 1977 in 1981 pa Društvu za kulturno sodelovanje med Jugoslavijo in Francijo.
Področje njenega raziskovanja in objavljanja je bila francoska književnost 19. in 20. stoletja, o čemer je na ljubljanski Filozofski fakulteti predavala. Ukvarjala se je z eksistencializmom in deli Alberta Camusa, o njem je pisala študije, doktorsko disertacijo in spremne besede k njegovim Novelam (1962) in romanu Tujec (1994). Je avtorica spremnih besed k slovenskim izdajam Marcela Prousta (spremna beseda pri Combray, 1991), Guya de Maupassanta (študija k Novelam, 1959 in romanu Njeno življenje, 1972), Charlesa Baudelaira (spremna beseda in ureditev zbirke Rože zla, 1977), Jeana-Paula Sartra (Pota Sartrove svobode, spremna beseda k Sartrovim Izbranim delom 1–7, 1981) idr. V Literarnem leksikonu je objavila študijo Eksistencializem in literatura (1984), kjer je eno poglavje posvečeno eksistencializmu v slovenski literaturi. 
Iz francoščine v slovenščino je prevajala Henrija Lefèbvra (Misel Karla Marxa, 1960 in O »celovitem človeku«, 1960), Paula van Tieghema (Zgodovina evropske in ameriške književnosti od renesanse do danes, 1963), Paula Claudela (prevod Zamenjave, 1965), Jeana Paula Sartra idr. Za potrebe Radia Ljubljana je zbrala dela francoskega modernega pesništva, jih uredila v antologijo, napisala uvode za 12 oddaj (1971) in pripravila izbor Baudelairovih pesmi z veznim besedilom.